# Щеников, Михаил Васильевич
Михаил Васильевич Щеников (14 сентября 1913, Черниж, Владимирская губерния — 4 ноября 1994, Ташкент) — участник Великой Отечественной войны, Герой Советского Союза. Командир моторизованного батальона автоматчиков 53-й гвардейской танковой бригады 6-го гвардейского танкового корпуса 3-й гвардейской танковой армии 1-го Украинского фронта, гвардии майор.

## Биография
Родился 1 (14) сентября 1913 года в селе Черниж (ныне — в Суздальском районе Владимирской области) в крестьянской семье. Русский. Член ВКП(б)/КПСС с 1942 года. Окончил 6 классов. Работал на фабрике «Красная Заря» в Москве.
В Красной Армии с 1934 года. В 1937 году окончил Военную школу имени ВЦИК. На фронтах Великой Отечественной войны — с июля 1941 года. В 1942 году окончил ускоренный курс Военной академии имени М. В. Фрунзе.
Командир моторизованного батальона автоматчиков гвардии майор Михаил Щеников отличился в боях на подступах к столице гитлеровской Германии — Берлину. 20 апреля 1945 года он скрытно сосредоточил батальон у окраины города Барут, неожиданно для противника прорвался к центру города, и в этот же день город был полностью очищен от противника. Смело и решительно действовал М. В. Щеников и при взятии ряда других населённых пунктов Германии.
После войны офицер продолжал службу в Вооружённых Силах СССР. С 1954 года подполковник Щеников М. В. — в запасе, а затем — в отставке. Жил в столице Узбекистана Ташкенте. Работал начальником отдела кадров подвижной механизированной колонны. Скончался 4 ноября 1994 года.
В 1968 году Щеникову было присвоено звание «Почётный гражданин города Россоши» — за «освобождение Россоши от немецко-фашистских захватчиков».

## Награды
Указом Президиума Верховного Совета СССР от 27 июня 1945 года за образцовое выполнение боевых заданий командования на фронте борьбы с немецко-фашистским захватчиками, умелое командование батальоном и проявленные при этом мужество и героизм гвардии майору Щеникову Михаилу Васильевичу присвоено звание Героя Советского Союза с вручением ордена Ленина и медали «Золотая Звезда» (№ 7842).
Также награждён орденом Красного Знамени, двумя орденами Отечественной войны 1-й степени, орденами Отечественной войны 2-й степени, орденом Красной Звезды, медалями.